# Verwaltungsgemeinschaft Langerringen
Die Verwaltungsgemeinschaft Langerringen im schwäbischen Landkreis Augsburg entstand am 1. Mai 1978 durch Rechtsverordnung der Regierung von Schwaben, als sich die Gemeinden
1. Hiltenfingen, 1650 Einwohner, 14,55 km²
2. Langerringen, 4166 Einwohner, 42,10 km²

zu einer Verwaltungsgemeinschaft zusammenschlossen.
Sitz der Verwaltungsgemeinschaft ist Langerringen.